# Concepción (provins i Chile)
Provincia de Concepción är en av de tre provinser som Región del BioBío består av. Det är regionens folkrikaste provins med 912 889 invånare 2002.
Den består av 10 kommuner av de 12 som "Gran Concepción" består av.

## Kommuner
- Provinsen består av 12 kommuner:

1. Concepción
2. Talcahuano
3. San Pedro de la Paz
4. Penco
5. Coronel
6. Lota
7. Chiguayante
8. Hualqui
9. Tomé
10. Hualpén
11. Santa Juana
12. Florida